# Geek Charming
The Charming Nerd (originele titel: Geek Charming) is een televisiefilm uit 2011 gebaseerd op de roman met dezelfde titel geschreven door Robin Palmer die in première ging op Disney Channel. De cast van de film bestaat uit Sarah Hyland, Matt Prokop, Sasha Pieterse en Jordan Nichols. De film gaat over een Geek en een Nerd die elkaar ontmoeten en een documentaire opnemen. De film is geregisseerd door Jeffrey Hornaday en is geschreven door Elizabeth Hackett en Hilary Galanoy.
Deze Disney Channel Original Movie zal in Nederland en Vlaanderen op 23 maart 2012 om 18:30 in première gaan in het nagesynchroniseerd Nederlands. De Engelse (originele) versie werd op zaterdag 24 maart om 20:15 vertoond.
De Disney Channel Original Movie ging op 11 november 2011 in de Verenigde Staten al in première. De film werd tijdens haar première door 4.9 miljoen mensen bekeken in de Verenigde Staten. 

## Plot
Het verhaal gaat over Geek Josh Rosen en popie Dylan Shoenfield die elkaar ontmoeten wanneer Josh een bord pasta over de jurk van Dylan morst. Josh maakt een documentaire over Dylan voor een filmwedstrijd. In die tijd leren ze elkaar beter kennen en beseft Josh wat 'populair zijn' echt is.

## Rolverdeling
- Sarah Hyland: Dylan Schoenfield
- Matt Prokop: Josh Rosen
- Sasha Pieterse: Amy Loubalu
- Jordan Nichols: Asher
- Vanessa Morgan: Hannah
- Lili Simmons: Lola
- David Del Rio: Ari
- Jimmy Bellinger: Steven
- Lilli Birdsell: Sandy
- Andrew Airlie: Alan Schoenfield
- Kacey Rohl: Caitlin
- Andrea Brooks: Nicole Paterson

## Productie
De film werd opgenomen in Vancouver in Canada van maart tot mei 2011. De laatste scène werd in de buurt van Broadway Avenue gefilmd.